# 赤足圣德肋撒堂
赤足圣德肋撒堂（Santa Teresa degli Scalzi）旧名博物馆圣德肋撒堂（Santa Teresa al Museo）、Santa Teresa agli studi或天主之母堂（della Madre di Dio），是一座罗马天主教教堂，位于意大利那不勒斯的赤足圣德肋撒街。这是一条较宽的街道，1806年至1810年开辟，以连接老城和卡波迪蒙蒂区。
该堂始建于1604年，1612年祝圣，属于跣足加尔默罗会，捐赠来自西班牙。1808年该修会被取缔后，华丽的正祭台（1672年）被运到那不勒斯王宫的皇家小堂。
亚维拉的德兰小堂由Cosimo Fanzago设计于1640年，拥有彩色大理石装饰。